# Nordische Ballade
Nordische Ballade für Violoncello mit Pianofortebegleitung is een compositie van Christian Sinding. Hij schreef het werk voor cello en piano. Hij droeg het werk op aan Heinrich Grünfeld, een Oostenrijks cellist. De instrumentale ballade is geschreven in het tempo andante.

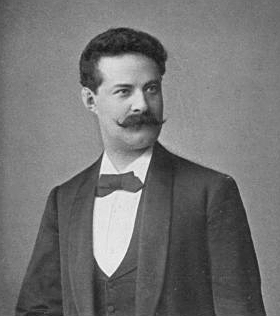
Heinrich Grünfuld